# Gara Agnita
Gara Agnita a fost o stație de cale ferată de pe linia Agnita care a deservit orașul Agnita, județul Sibiu, România. Gara și calea ferată sunt protejate și încă mai există.